# Bahía de Humboldt
La bahía de Humboldt (del inglés: Humboldt Bay) es una bahía natural situada en la costa norte de California, Estados Unidos enteramente dentro del condado de Humboldt, la segunda en tamaño del estado de California. La sede administrativa del condado, Eureka, y la ciudad universitaria de Arcata se hallan sobre sus orillas.
Es además el hábitat de cerca de 200 especies de aves. Su estuario alberga a alrededor de 100 especies de peces, ubicándose también el mayor criadero de ostras del estado.